# Baffelan
Baffelàn je hora o nadmořské výšce 1793 metrů nalézající se v horské skupině Sengio Alto v pohoří Piccole Dolomiti ve Vicentinských Alpách.

## Popis
Baffelan je jeden z nejcharakterističtějších vrcholů pohoří Piccole Dolomiti, tvořený převážně hlavní dolomitickou horninou, a při pohledu od jihu vykazuje velmi zřetelný ostrý trojúhelníkový profil. Východní stěna, která je nejvhodnější pro horolezecké výstupy, je vysoká 300 metrů a je považována za ikonu všech horolezců z Vicenzy.

## Původ názvu
Toponymum je obtížné interpretovat. Někteří v něm rozpoznali pojem focaccia (placka) a přirovnali jej k názvu nedalekého horského sedla Pian delle Fugazze, který označuje místa, kde bylo zvykem platit nájem v plackách; pravděpodobný je však i přenesený význam v souvislosti s tvarem hory. Druhá část by mohla pocházet z lahn („lavina“). 

## Horolezectví
Hlavně ve strmé východní stěně bylo vytyčeno mnoho horolezeckých přístupových tras od obtížnosti stupně III až po stupeň VIII+ Mezinárodní horolezecké federace UIAA.

## Skialpinismus
Na Baffelanu nelze provozovat skialpinismus, protože jeho skalní stěny jsou příliš skalnaté a strmé. Na méně strmém severním svahu sjezd ztěžuje přítomnost husté vegetace.

## Galerie

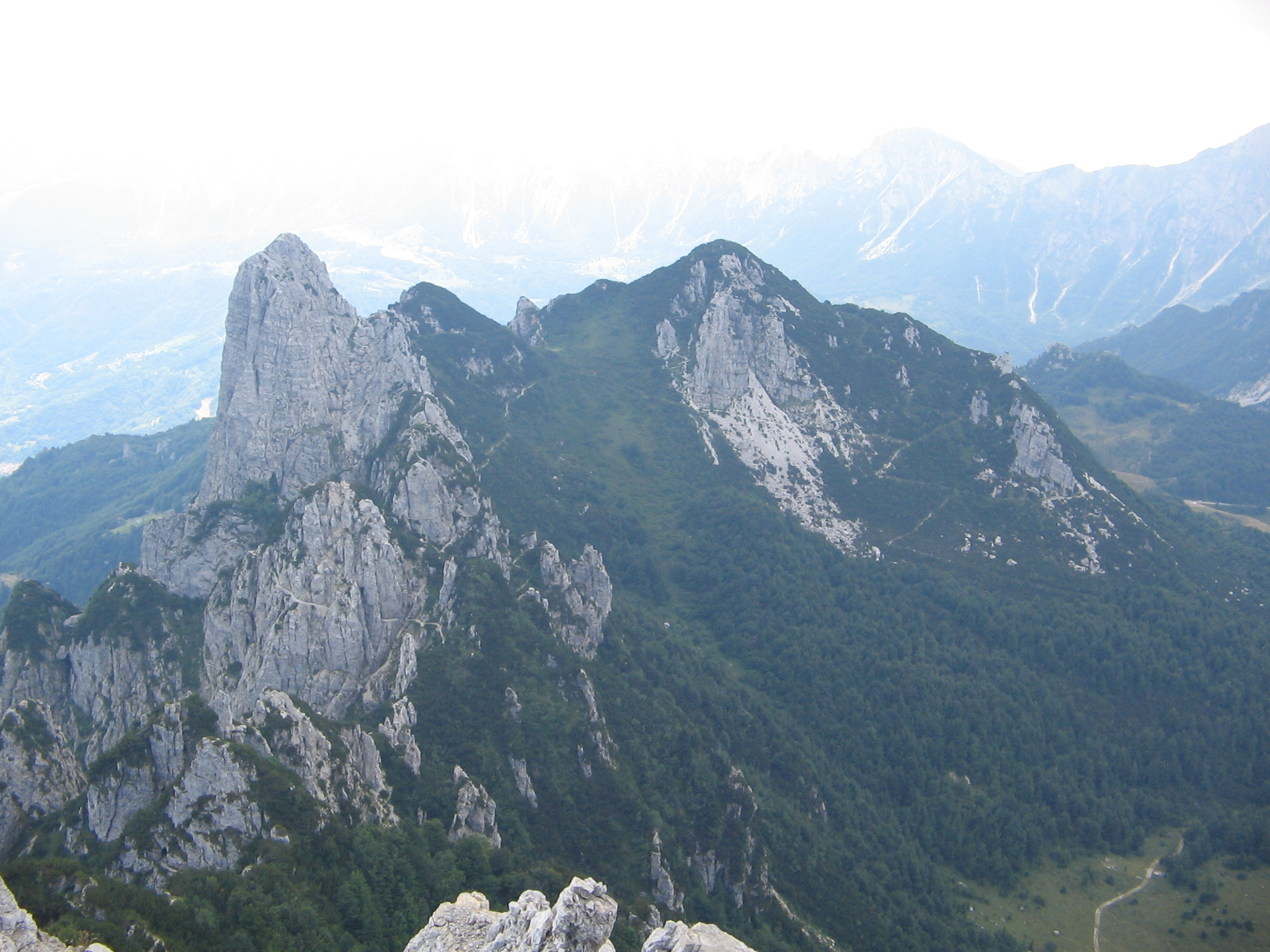
pohled na Baffelan od passo di Campogrosso
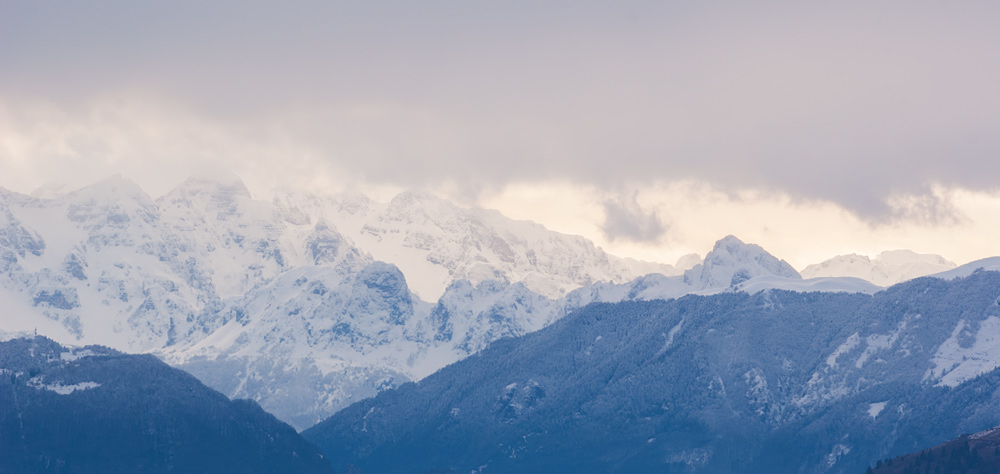
Baffelan uprostřed této fotografie, mezi Cima Carega a Monte Cornetto.